# Hu Hanmin
 Hu Hanmin  (traditionelles Chinesisch: 胡漢民; vereinfachtes Chinesisch: 胡汉民; Pinyin: Hú Hànmín; * 9. Dezember 1879 in Panyu, Guangdong, Qing-Dynastie, China; † 12. Mai 1936 in Guangzhou, Republik China) war ein konservativer Kuomintang-Parteiführer während der frühen Republik China.

## Biografie
Hu stammte aus einer Hakkafamilie in Ji’an, Jiangxi. Sein Vater war nach Panyu, Guangdong gezogen, um ein öffentliches Amt zu übernehmen. Mit 21 Jahren wurde Hu Hanmin als Juren qualifiziert. Er studierte ab 1902 in Japan an der Hōsei-Universität und trat 1905 als Herausgeber der Zeitung Min Bao der Tongmenghui (Chinesische Revolutionäre Allianz) bei. Von 1907 bis 1910 nahm er in China an mehreren bewaffneten Revolutionen teil. Kurz nach der Xinhai-Revolution im Jahr 1911 wurde er zum Gouverneur von Guangdong und zum Generalsekretär der Provisorischen Regierung ernannt. Durch die Umwandlung der Tongmenghui in die Kuomintang gehörte er zum obersten Parteizirkel um Sun Yat-sen. Nach der Zerschlagung der Kuomintang durch Yuan Shikai, nahm Hu an der Zweiten Revolution im Jahr 1913 teil und folgte Sun nach dem Scheitern dieser Revolution nach Japan. Dort reorganisierten sie die Partei. Hu lebte zwischen 1917 und 1921 in Guangdong und arbeitete für Sun Yat-sen, zuerst als Verkehrsminister und später als Hauptberater.
Hu wurde auf der ersten Konferenz der Kuomintang im Januar 1924 zum Mitglied des zentralen Exekutivkomitees gewählt. Im September fungierte er als Vize-Generalissimus, als Sun Yat-sen Guangzhou verließ und nach Shaoguan aufbrach. Nachdem Sun im März 1925 in Peking verstorben war, wurde Hu eine der drei mächtigsten Personen der Kuomintang. Die anderen beiden waren Wang Jingwei und Liao Zhongkai. Nachdem Liao im August desselben Jahres ermordet wurde, verdächtigte man Hu des Mordanschlages und verhaftete ihn vorübergehend. Nach der Spaltung der Partei in einen konservativen und einen linksorientierten Flügel im Jahr 1927 unterstützte Hu nunmehr Chiang Kai-shek und wurde Präsident des Legislativ-Yuan in Nanjing.
Hu Hanmin ließ durch eine Neuregistrierung der Mitglieder einen Teil der Kuomintang-Politiker ausschließen, zu denen die Warlords Li Zongren und Bai Chongxi sowie der Kommunist Li Jishen  gehörten. Wang Jingwei hingegen wurde nur verwarnt. Die Militärmachthaber Yan Xishan,  Feng Yuxiang, Li Zongren und Bai Chongxi revoltierten deshalb gegen Chiang. Wang Jingwei, aus Frankreich kommend, wurde ihre Führungspersönlichkeit, die eine Gegenregierung in Beiping ausrief. Dieser Putsch kostete mehreren hunderttausend Menschen das Leben. Nachdem Chiang den Putsch niedergeschlagen hatte, erließ er als Zeichen guter Absichten gegen heftigen Widerstand von Hu Hanmin eine Generalamnestie für seine Gegner.
Als Präsident des Legislativ-Yuan bemühte sich Hu um eine weitgehende Reform des Rechts nach internationalen Maßstäben. Über die neue vorläufige Verfassung und die Dauer der vorübergehenden Verfassungseinschränkungen kam es jedoch zum Konflikt zwischen Chiang Kai-shek und Hu Hanmin. Hu favorisierte eine kurze Zeit der Phase zur Konsolidierung des Staates und der rechtlichen Anleitung der Bevölkerung bei sofortiger Einführung der kommunalen Selbstverwaltung, während sich Chiang dafür Aussprach, diese von Parteigründer Sun Yat-sen konzipierte Phase müsse bis zum staatlichen Wiederaufbau und zur Erlangung militärischer Stärke ausgedehnt werden. Unter dem Verdacht, Hu werde sich ins Ausland abzusetzen und einen Putsch zu planen, stellte ihn Chiang am 28. Februar 1931 unter Hausarrest. Allerdings übten parteiinterne Kräfte Druck auf Chiang aus, Hu wieder freizulassen. Danach wurde Hu ein mächtiger Führer in Südchina, der drei politische Prinzipien des Widerstands vertrat: Widerstand gegen die japanische Invasion, Widerstand gegen Kriegsherren und schließlich Widerstand gegen Chiang Kai-shek. Die Anti-Chiang-Gruppierungen in der KMT kamen in Guangzhou zusammen, um eine rivalisierende Regierung zu bilden. Sie forderten Chiang's Rücktritt von seinen Doppelposten als Präsident und Premierminister. Ein neuer Bürgerkrieg wurde allerdings durch die japanische Invasion in der Mandschurei abgewendet. Hu blieb weiter ein bedeutender Machthaber in Südchina, das Kernland der KMT.
Hu kritisierte Chiang nach der japanischen Invasion zunächst für dessen Zurückhaltung, militärischen Widerstand gegen das stärkere Japan zu leisten. Durch Vermittlung von Kong Xiangxi bereiste Hu im Jahr 1935 mit seiner Tochter Hu Mulan, Wang Chonghui und anderen Begleitern Europa, hauptsächlich um in Bad Nauheim seine Herzkrankheit behandeln zu lassen. Noch während der Kur beendete er seine politischen Attacken auf Chiang Kai-shek. In der ersten Sitzung der 5. Kuomintang-Parteikonferenz im Dezember 1935 wählten ihn die Delegierten in Abwesenheit zum Vorsitzenden des Zentralkomitees. Hu kehrte unverzüglich im Januar 1936 nach China zurück und nahm seine Arbeit als Vorsitzender in Guangzhou auf, wo er jedoch schon am 12. Mai 1936 an einer Gehirnblutung starb.